# Paricalcitol
Le paricalcitol, est vendu sous le nom commercial Zemplar.

## Usage médical
Le paricalcitol est un médicament utilisé pour prévenir et traiter l'hyperparathyroïdie due à une maladie rénale chronique. Ce médicament se prend par voie orale.

## Effets secondaires
Les effets secondaires de ce médicament  comprennent la diarrhée, les réactions allergiques, les nausées, les maux de tête et les troubles du sommeil ; d'autres effets secondaires peuvent inclure une toxicité élevée du calcium et de l'aluminium. L'utilisation pendant la grossesse suscite des inquiétudes. Ce médicament est une forme de calcitriol, un type actif de vitamine D.

## Histoire
Le médicament a été breveté en 1989 et approuvé pour un usage médical en 1998. Il est disponible sous forme de médicament générique. Au Royaume-Uni, 28 doses de 1 microgramme coûtent au NHS environ 70 livres sterling à partir de 2021. Ce montant aux États-Unis est d'environ 100 dollars américains.